# Gmina Ada
Gmina Ada (serb. Opština Ada / Општина Ада) – gmina w Serbii, w Wojwodinie, w okręgu północnobanackim. W 2018 roku liczyła 15 943 mieszkańców.